# Hypena palpalis
Hypena palpalis är en fjärilsart som beskrevs av Jacob Hübner 1796. Hypena palpalis ingår i släktet Hypena och familjen nattflyn. Inga underarter finns listade i Catalogue of Life.